# Fabien Grammatico (raseteur)
Pour les articles homonymes, voir Fabien Grammatico.
Fabien Grammatico, né le 12 avril 1979 à Boulbon, est un raseteur français, vainqueur de la Cocarde d'or en 2001.

## Biographie
Il a fait ses études, à partir de 1996, à l'école taurine de Saint-Rémy-de-Provence, puis à celle de Saint-Gilles. Il vit à Castillon-du-Gard. Il préside l'Union taurine remoulinoise. Il est également gardian salarié à la manade du Joncas.

### Palmarès
- Cocarde d'or (Arles) : 2001[2]